# Hôtel Marriott Mena House
 (décembre 2021).
L’hôtel Marriott Mena House est un hôtel situé dans à Gizeh, en Égypte, en activité depuis 1869.

## Histoire
Le Mena House est à l'origine un pavillon de chasse, deux étages surnommée la "Mud Hut". Il a été construit en 1869 pour le khédive Ismaïl Pacha.
En raison de problèmes politiques en 1883, Ismaïl Pacha a vendu le pavillon à Frederick et Jessie Head qui est resté une résidence privée. Le couple est tombé sur le bâtiment pendant leur lune de miel et l'ont agrandi. En 1885, il est ensuite vendu à un couple anglais, Ethel et Hugh F. Locke King. Ils ont immédiatement commencé la construction de l'hôtel et l'ont ouvert au public en 1886 sous le nom de The Mena House. L'hôtel porte le nom du père fondateur de la première dynastie égyptienne, le pharaon Ménès ou Mena.
En 1890, l'hôtel a ouvert la première piscine d'Égypte et, la même année, il a été annoncé que l'hôtel resterait ouvert toute l'année. Lors de la Première Guerre mondiale, l'hôtel est réquisitionné par les troupes australiennes et de nouveau par les Australiens en 1939. Vers la fin de la guerre, il a ensuite été converti en hôpital pour les soldats australiens blessés.
Le groupe indien Oberoi a repris la gestion de l'hôtel en 1972. En décembre 1977, les diplomates l'Égypte et Israël se sont réunis au Mena House dans une quête d'un accord de paix (étaient également présents des représentants américains et des Nations unies). Les résultats de cette conférence du Mena House devaient conduire aux accords de Camp David, qui restaurèrent la souveraineté de l'Égypte sur la péninsule du Sinaï.

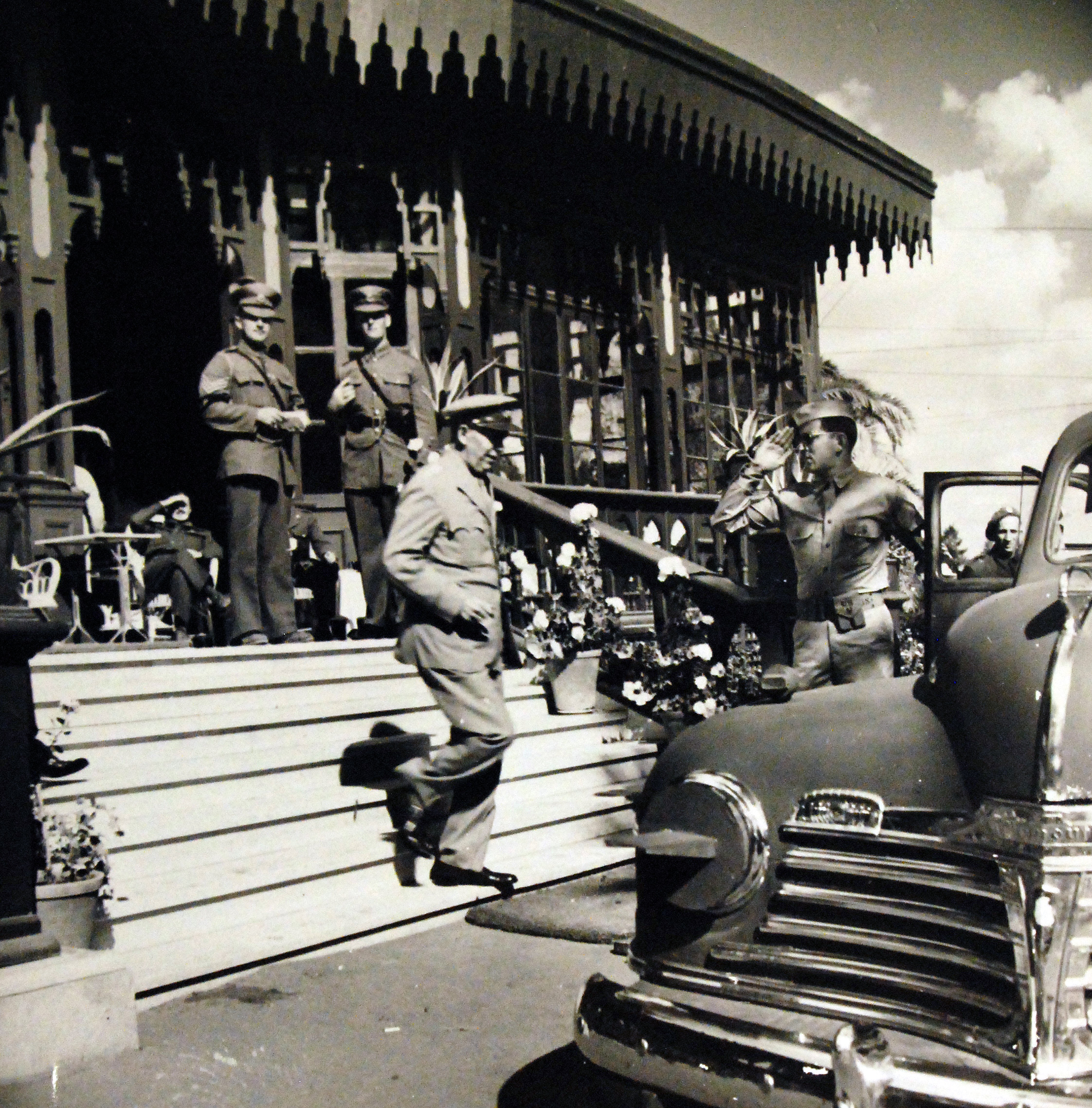
George C. Marshall sur le perron en 1943
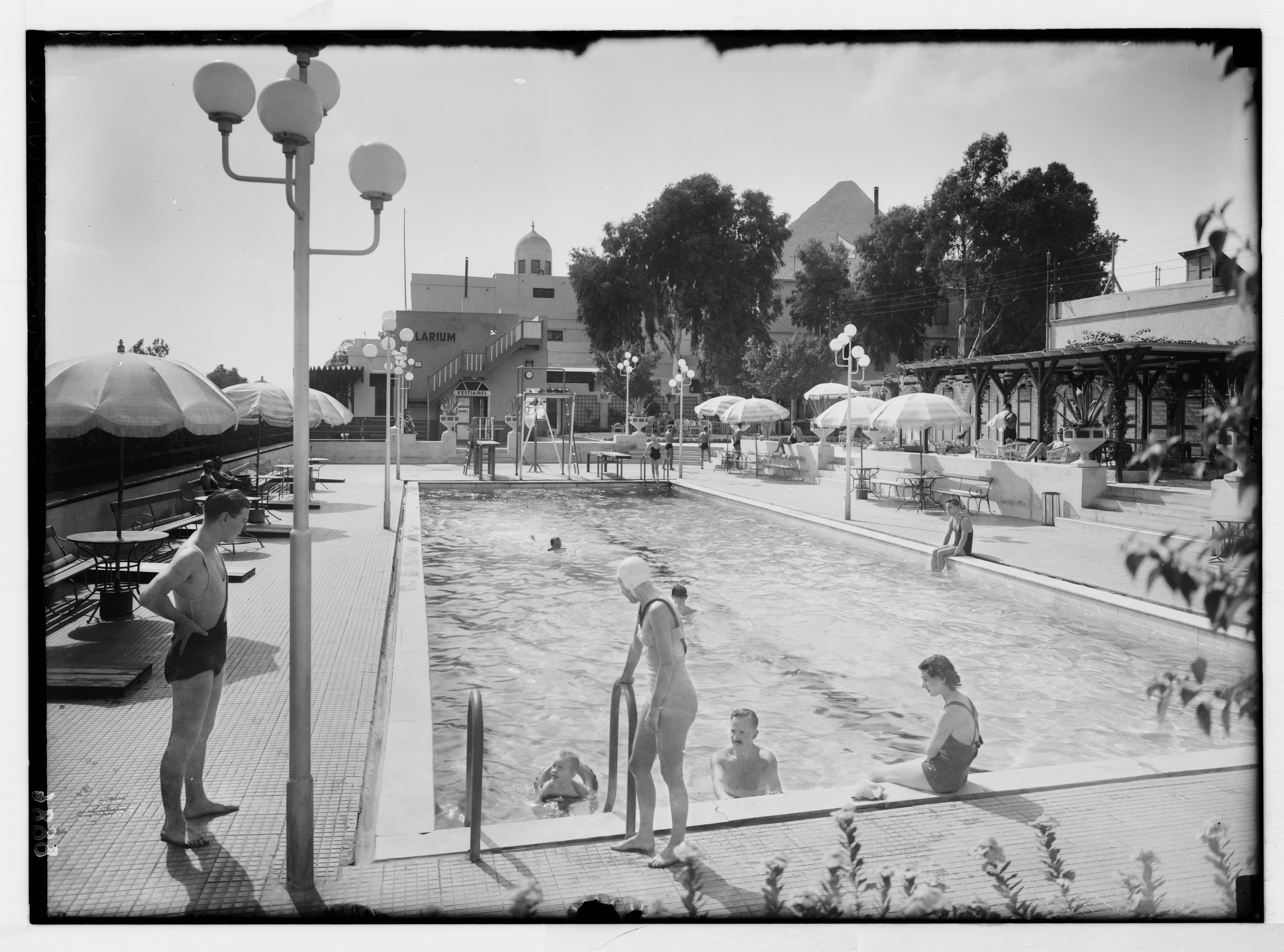
La piscine de l'hôtel vers 1935
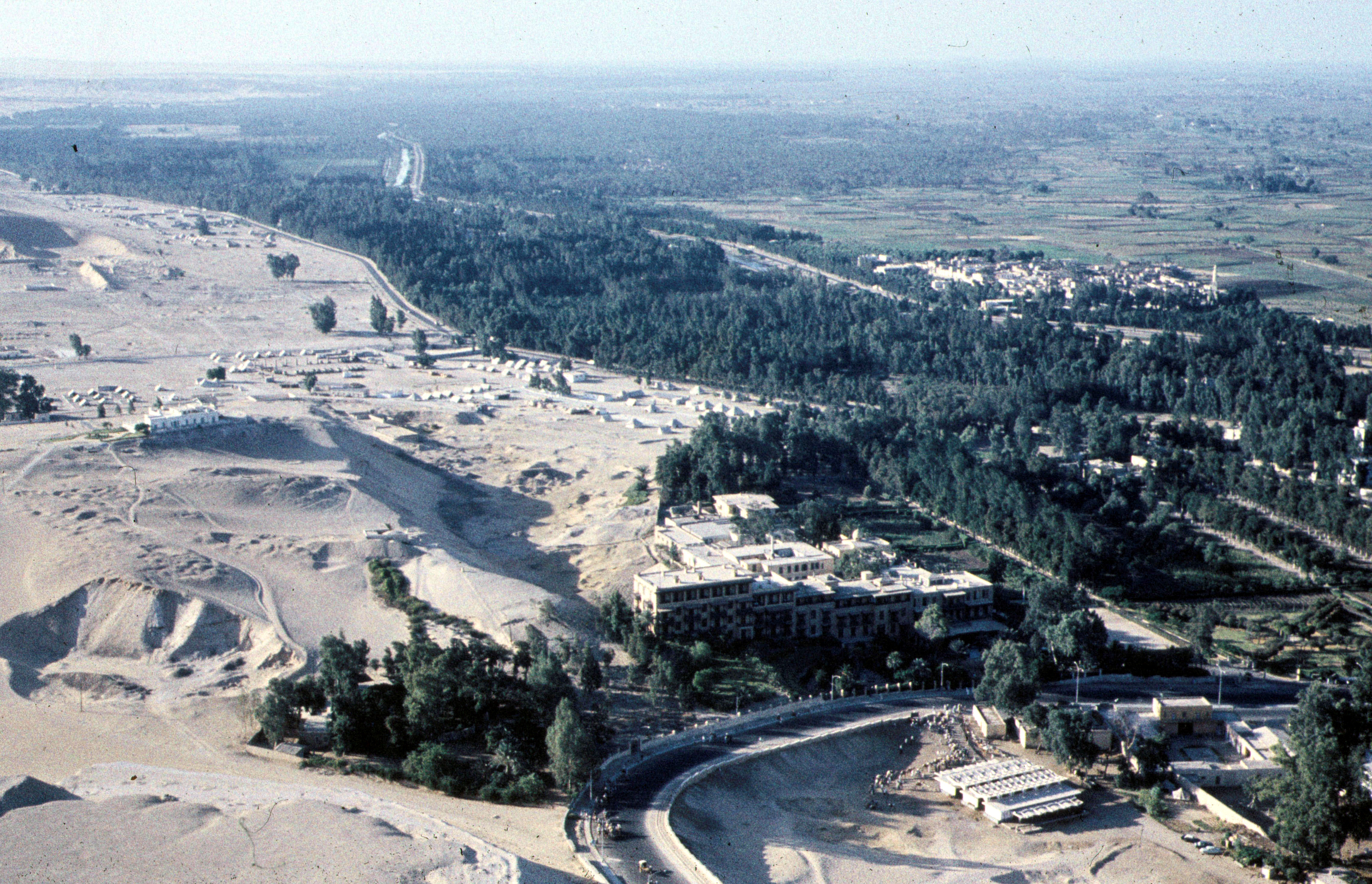
Le Mena House vers 1960
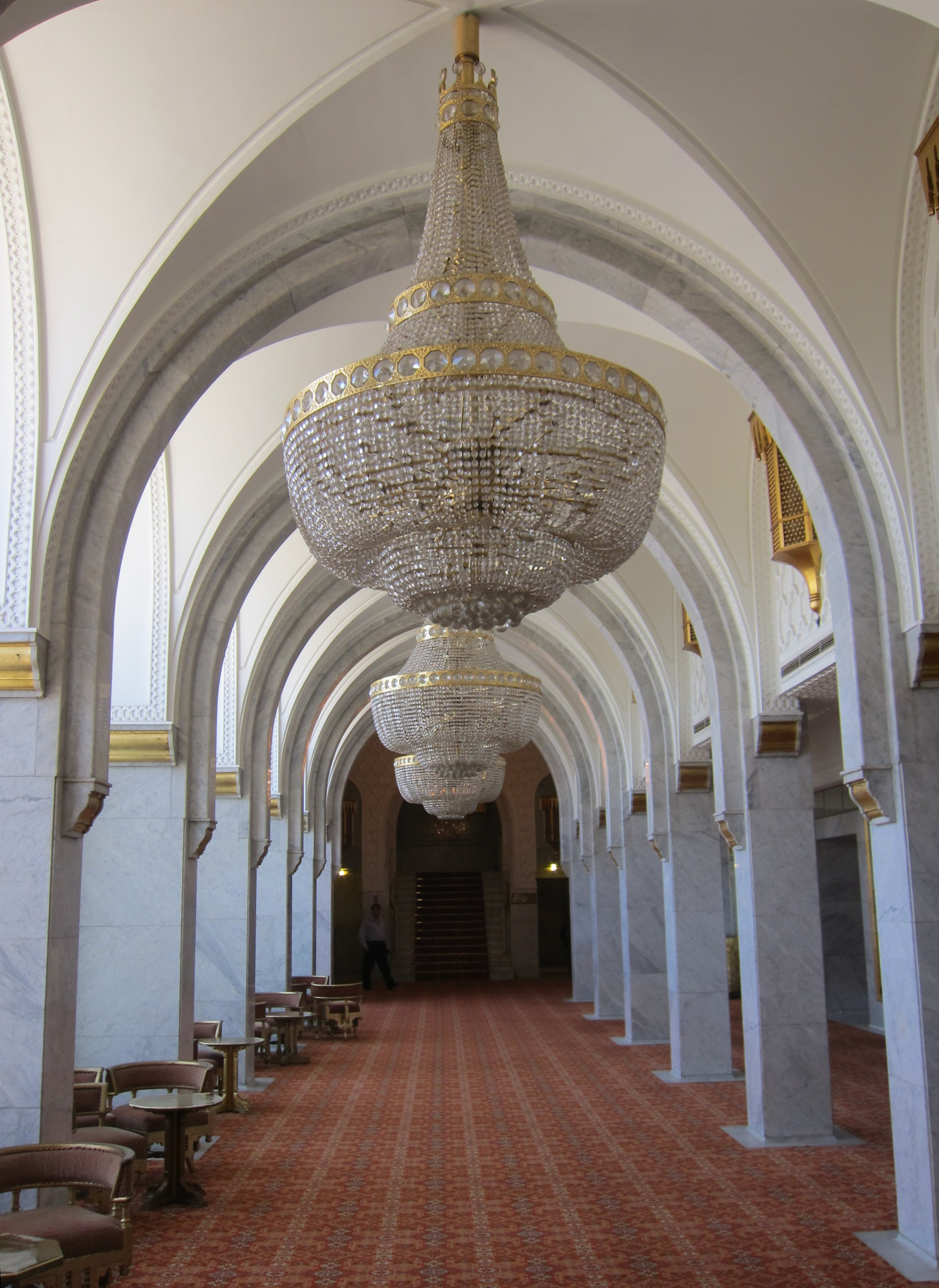
Intérieur de l'hôtel
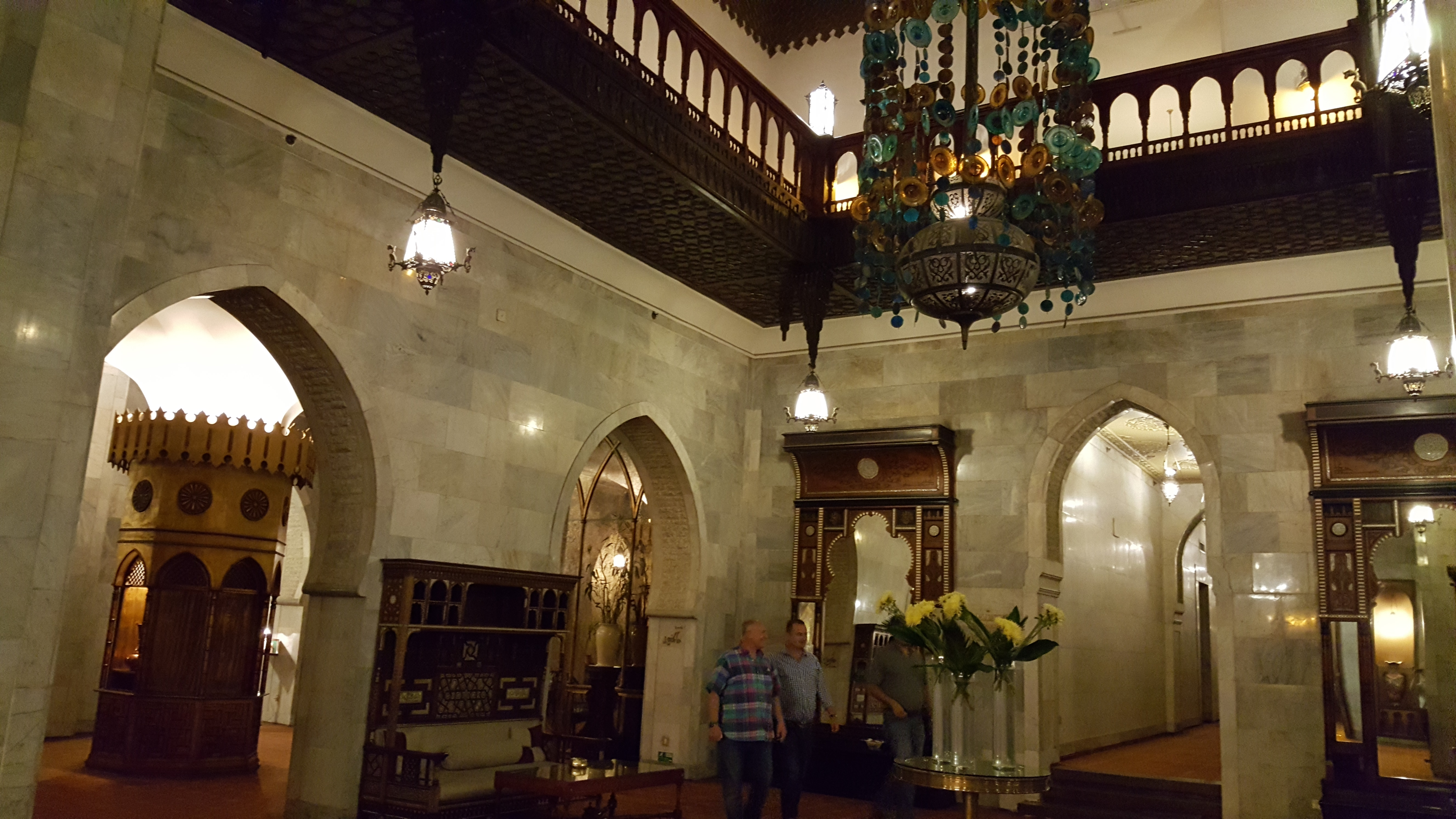
Intérieur de l'hôtel

## Visiteurs célèbres
En 1889, le prince Albert Victor de Clarence séjourna à l'hôtel. En 1894, Sir Arthur Conan Doyle et sa femme y séjournèrent. En 1909, le futur roi George V et la reine Mary y assistèrent à un banquet. Vers 1914, Winston Churchill séjourna à l'hôtel. Il y retourna en novembre 1943 pour y rencontrer le président américain Franklin D. Roosevelt et le général chinois Chiang Kai-Shek afin de discuter de la stratégie alliée face à l'Empire du Japon. En 1939, le roi Farouk d'Égypte s'y rendit fréquemment. En 1974, le président américain Richard Nixon l'a visité tout comme Bill Clinton et Barack Obama plus tard. Dès 1984 et très régulièrement, Violaine Vanoyeke y a séjourné dans une suite donnant sur la pyramide de Khéops et y a écrit plusieurs de ses livres. Elle y a tourné en guest star un épisode de Rêve d'un jour pour TF1. Au fil des décennies, d'autres personnalités comme Agatha Christie, Roger Moore, Cecil B. DeMille, Jane Fonda, Charlton Heston, Frank Sinatra, David Lean, Kylie Minogue, Evelyn Waugh, Charlie Chaplin, Will Smith ou Lionel Messi ont tous séjourné au Mena House.

## Dans les arts
Dans le film L'Espion qui m'aimait, une scène se déroule au Mena House.
Tournage de  Exclusif et de Rêve d'un jour pour TF1 avec Violaine Vanoyeke.
Dans la bande dessinée Le Mystère de la Grande Pyramide, Philip Mortimer y réside.